# Andrew McAuley
Pour l’article homonyme, voir Andrew McAuley (musicien).
Andrew McAuley, né le 7 août 1968 à Goulburn et présumé mort le 9 février 2007 en mer de Tasman, est un aventurier australien, surtout connu pour ses records d'alpinisme et en kayak dans diverses régions du monde. Professionnellement, il était spécialiste des technologies de l'information et de la communication et consultant pour entreprises.

## Alpinisme
McAuley a grimpé de nombreux pics, et a préféré trouver de nouvelles voies pour la majeure partie de ces ascensions.
Entre 1990 et 1992, il gravit des montagnes européennes, en Allemagne, Suisse, France et Italie (Dolomites).
En 1994 en Nouvelle-Zélande, il établit un record de vitesse en escaladant le Aoraki/mont Cook et le mont Tasman le même jour.
En 1995-1996, il devient le premier Australien à monter la Torre Centrale dans le parc national Torres del Paine en Patagonie.
En 1998, il fait, avec notamment l'alpiniste Carsten Birckhahn, la première ascension du Cerro La Paz en Patagonie, dans une expédition mêlant escalade et kayak dans les fjords chiliens. Le kayak se révèle précieux en leur permettant de fuir rapidement le mauvais temps.
En 1999, il réalise la première ascension de la Jo Tower et fait des tentatives sur le Amin Brakk et le Marpo Brakk dans l'Himalaya, au Pakistan. Pour cette dernière expédition, il reçoit la Spirit of Adventure medal (Médaille de l'esprit aventurier) par l'Australian Geographic.
Il gravira également des pics de l'Australie,.

## Kayak
À la suite d'une blessure à la patella droite qui rendait douloureuse l'ascension de montagne, McAuley s'est mis au kayak, ce qui est devenu une vraie passion.

### Australie
En 1999, pour sa lune de miel, il navigue de Fortescue Bay jusqu'à la côte est de la Tasmanie.

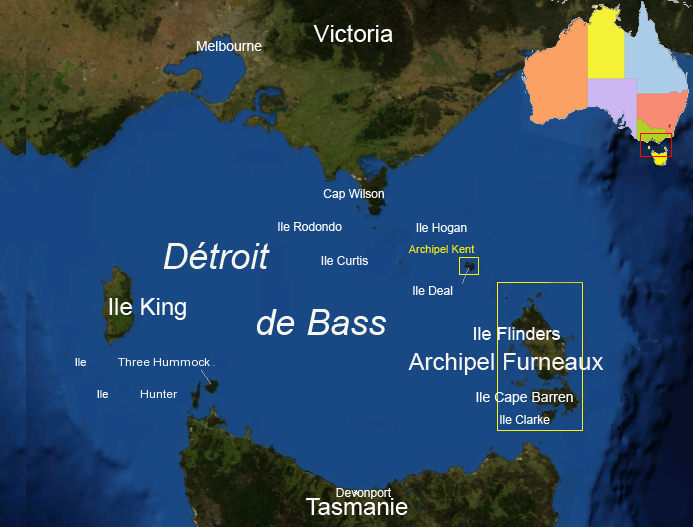
Détroit de Bass

En 2000-2001, puis deux fois en 2003, il a traversé en kayak le détroit de Bass entre l'Australie et la Tasmanie, d'abord par Flinders Island (330 km) puis par l'île King (300 km) et enfin directement de Wilsons Promontory à Boat Harbour (220 km sur 35 heures,).
En 2004, il a traversé en kayak le golfe de Carpentarie d'Est en Ouest (530 km, en 150 heures, presque sept jours,), au nord de l'Australie, finissant son périple dans la communauté aborigène de Yirrkala. Il y teste le fait de dormir dans son kayak lors des parcours. Il a été récompensé comme l’Adventurer of the Year 2005 (Aventurier de l'année) par l'Australian Geographic pour cet exploit,. Ce fut sa seconde récompense de l'Australian Geographic.

### Péninsule antarctique
En février 2006, il dirige la « John Rymill Memorial Antarctic Kayak Expedition », une expédition en Antarctique en mémoire de l'explorateur australien John Riddoch Rymill, chef de l'expédition British Graham Land (1934-1937). Avec les kayakistes australiens Laurie Geoghegan et Stuart Trueman, il a parcouru près de 850 km sans soutien sur huit semaines le long de la péninsule Antarctique de la baie de l'Espoir jusqu'à la baie de Marguerite. Ce fut le voyage en kayak le plus au sud jamais fait.

### Mer de Tasman
Les expéditions précédentes étaient, pour Andrew, des expéditions préparatoires à celle-ci, la « The Trans-Tasman Kayak Expedition » dit « Tasman Solo ».
Celle-ci avait pour but de traverser pour la première fois en solitaire dans un kayak de mer la mer de Tasman, c'est-à-dire les 1 600 km séparant l'Australie à la Nouvelle-Zélande, dans une ligne très au Sud et donc entièrement en dessous du 40e parallèle sud, zone surnommé les « 40e rugissants » pour ses vents très forts, sans compter les requins, animaux qu'il rencontra lors de son voyage. Seul Paul Caffyn avait par deux fois tenté un tel challenge auparavant, en 1987 et 1989 dans un kayak double.
- Trajet schématique de la Tasman Solo

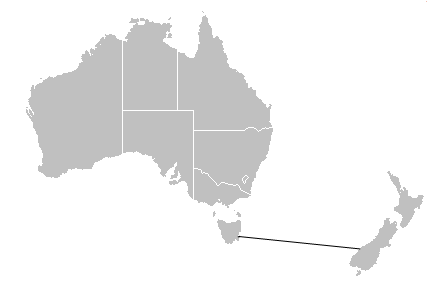

Andrew était bien entraîné, faisant trois fois par semaine des voyages aller-retour de 25 milles nautiques, et pagayant le week-end et de nuit. Il avait avec lui un peu plus de 110 litres d'eau douce qu'il complétait par de l'eau qu'il dessalait, des rations préparées par un diététicien lui apportant un régime hypercalorique pour qu'il puisse ramer sans gêne, et quarante jours de provisions.
Les arrangements fait sur son kayak de mer Mirage de sept mètres retravaillé par le designer Paul Hewitson restaient cependant sommaires. Il disposait d'une ancre flottante, de la possibilité de s'allonger dans le kayak et de fermer la trappe avec un bulbe de fibre de verre (qu'il surnommera « Casper » et qui sera peint) équipé d'un ventilateur d'air, et qui lui permettait de se redresser après un chavirage. Il s'attendait en effet à côtoyer des tempêtes et des vagues scélérates, inévitables dans cette partie de l'océan. Il gardait le contact avec l'Australie grâce à un téléphone satellitaire qui lui permettait de transmettre et de recevoir des messages textuels, comme son rapport à certaines heures précises et des prévisions météorologiques de Jonathan Borgais, marin expérimenté qui dirigeait l'expédition en fournissant des prévisions.
Le 2 décembre 2006,, Andrew a fait une première tentative, mais celle-ci a été abandonnée au bout de deux jours en raison de la difficulté à maintenir une température assez chaude à l'intérieur du kayak.
Il s'est lancé dans une seconde tentative de Fortescue Bay en Tasmanie le 11 janvier 2007. Il était un peu sous pression parce qu'il avait appris qu'une autre équipe de deux personnes nommée « Crossing the Ditch » allait aussi tenter la traversée la mer de Tasman à la rame, mais sur une route plus au nord, avec un grand kayak modifié, bien différent de son kayak standard et disposant d'une cabine située à l'arrière.
Le 9 février, après trente jours de voyage, un appel de détresse est enregistré par les garde-côtes néo-zélandais : « Est-ce que vous me recevez ? Ici Kayak no 1. Est-ce que vous me recevez ? Terminé. J'ai besoin d'aide d'urgence. Je suis dans un kayak a environ 30 kilomètres de Milford Sound. J'ai besoin de secours. Mon kayak coule. Je suis tombé dans l'eau. Je m'enfonce »,. Le message est cependant presque inaudible et le garde-côtes de veille pour la région de Fjordland lui demande plusieurs fois de répéter son message. Tout en vérifiant avec la famille qu'il ne s'agisse pas d'un canular, les garde-côtes vont faire des recherches avec un Lockheed P-3 Orion de l'armée néo-zélandaise et un hélicoptère. Ceux-ci vont localiser son kayak vide, flottant en partie inondé, le 10 février à seulement 54 kilomètres de sa destination de Milford Sound. Celui-ci sera récupéré par un bateau après qu'un plongeur ait été hélitreuillé pour vérifier qu'il n'y ait pas de trace d'Andrew. Le 12 février, les recherches de son corps sont suspendues.
Il est présumé mort et d'après l'hypothèse la plus probable, il est mort noyé, affaibli par la fatigue et l'hypothermie dans une eau qui n'était qu'à quinze degrés, à la suite de son chavirage dans son sommeil. Il n'a pas eu le temps d'allumer sa balise de détresse, laquelle a été retrouvée dans son kayak. Un autre point pourrait expliquer une des difficultés qu'il a eu à rester dans son kayak : lorsque la capsule Casper est rangée, sa capacité d'auto-redressement n'est pas optimale et elle prend l'eau, obligeant Andrew à sortir du kayak qui chavire puis le remettre droit manuellement, rentrant dedans puis écopant ; lorsque son kayak a été repêché, cette capsule était absente, et Andrew avait indiqué qu'une des attaches était endommagée quelques jours plus tôt.
Un documentaire sur le dernier voyage d'Andrew, Solo: Lost at sea, a été réalisé par David Michôd et Jennifer Peedom en 2008. Il est constitué de séquences vidéo et photographies récupérées sur l'une des cartes mémoires de sa caméra, ainsi que des entrevues avec des personnes de son équipe lors de l'expédition. Ainsi, Jonathan Borgais, y a expliqué : « Dès le début, ma plus grande préoccupation a été l'approche de la Nouvelle-Zélande. Et cette partie de la Nouvelle-Zélande est notoirement dangereuse. Même un bon jour, vous pouvez obtenir des vagues scélérates : des vagues de deux ou trois mètres qui peuvent venir de nulle part. Pas énormes, mais puissantes. C'est très dangereux. Je ne doute pas qu'une vague l'ait eu ». McAuley savait que son voyage était risqué comme le montre son journal de bord, la majeure partie de son voyage se faisait hors de portée des secours, et, le 31 janvier, il venait de résister à une grosse tempête de force 9 sur l'échelle de Beaufort qui avait endommagé l'une des attaches de la capsule, empêchant l'esquimautage automatique. Il a décrit la tempête comme « terrifiante », équivalente d'après les relevés à celle de la course nautique Sydney-Hobart de 1998 qui avait fait six morts.
Pour la famille et notamment, Vicky, sa femme, malgré la disparition d'Andrew, estime qu'il a réussi son pari de traverser la mer de Tasman, même s'il n'a pas mis le pied sur terre. Il laisse derrière lui son fils, Finlay, qui avait trois ans à l'époque.
L'esprit de compétition avec l'équipe Crossing the Ditch peut avoir joué un rôle dans la détermination d'Andrew de faire ce voyage.
Andrew McAuley a disparu le jour précédant la date prévue de son arrivée. Son corps n'a jamais été retrouvé.
Une tentative britannico-américaine de traversée à la rame de Hobart au port de Manukau par quatre personnes a été annoncée pour janvier 2010.

## Filmographie
- (en) David Michôd et Jennifer Peedom, Solo: Lost at sea[Note 3], environ 55 minutes, 2008.

(en) [vidéo] « Bande-annonce de Solo (National Geographic Channel) », sur YouTube